# Jean Spata
Jean (Gjin) Spata (en albanais: Gjin Shpata ; fl. 1358 – 29 octobre 1399), aussi connu sous le nom de Jean Bua Spata, fut un seigneur de la guerre albanais qui, avec Pierre Losha fit des incursions en Épire, Acarnanie et en Étolie à partir de 1358. Il régna avec le titre de despote sur l’Étolie (1360s-?), Angelokastron (? – 1399), Naupacte (1378-1399) et Arta (1370s – 1399) et fut reconnu comme despote par le tsar serbe Siméon Uroš au début des années 1360.

## Biographie
En 1325 et 1334, des mercenaires et immigrants envahirent la Thessalie. Ils étaient connus sous le terme générique d’Albanais par les Grecs, en fonction de leur lieu d’origine, mais leurs groupes comprenaient également des Valaques. En 1358 Albanais et Valaques conquirent l’Épire, l’Acarnanie et l’Étolie où ils établirent deux principautés sous la gouverne de leurs chefs, Jean Spata et Pierre Losha.

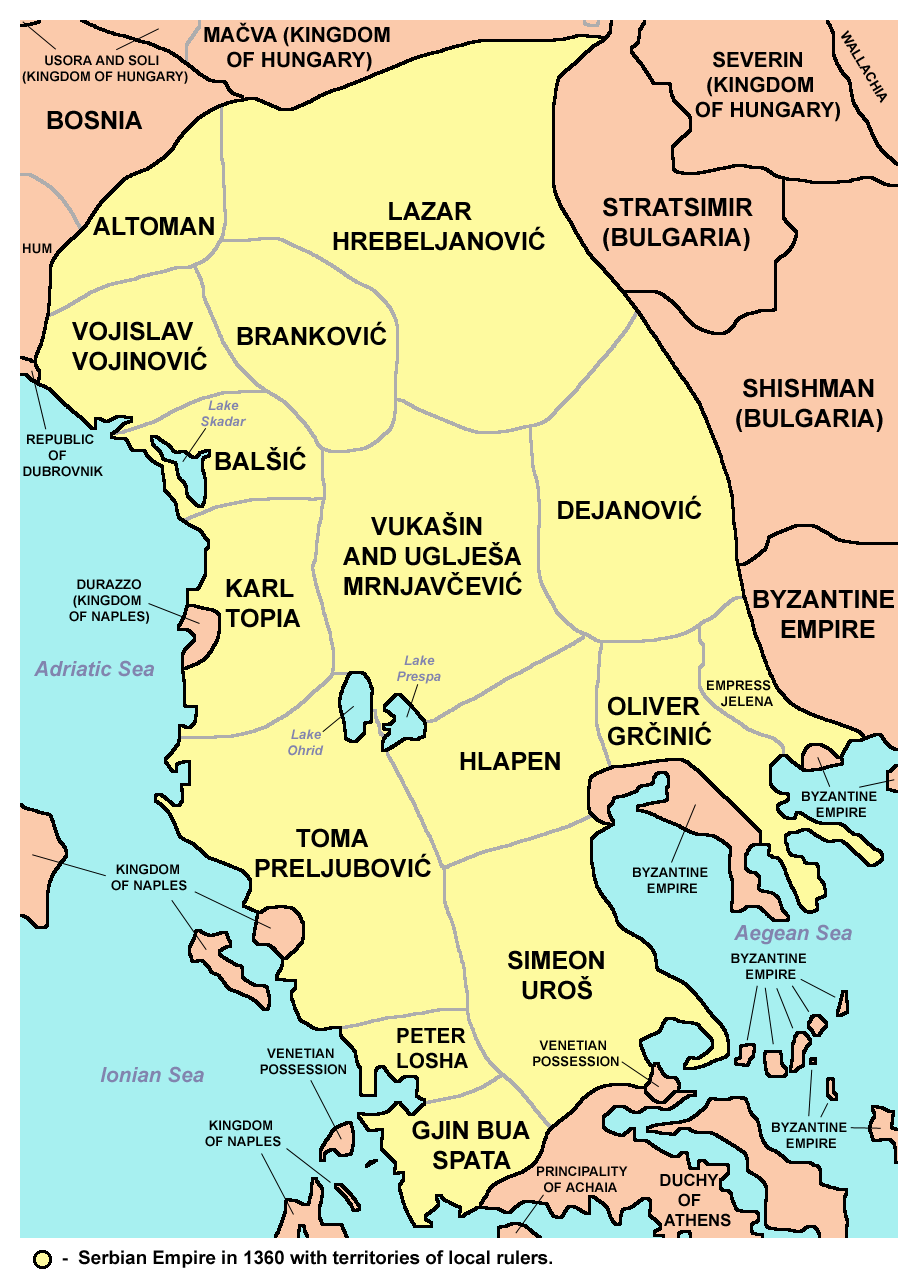
Carte de l'empire serbe et des différents gouverneurs en 1360.

Nicolas II Orsini, comte palatin de Céphalonie de 1323 à 1324 et despote d’Épire de 1323 à 1335, tenta de repousser les envahisseurs venus d’Albanie alors qu’il devait faire face à la menace de Radoslav Hlapen, vassal du tsar serbe dans le nord. Nicolas se tourna alors vers ce dernier pour l’empêcher d’appuyer les Albanais en Épire. Toutefois, les négociations furent rompues par la mort de Nicolas lors de la bataille d’Achéloös contre les Albanais en 1359.
Siméon Uroš, qui s’était auto-proclamé en 1356 “empereur des Serbes et des Grecs” en opposition à son neveu Stefan Uroš V, reconnut Jean Spata comme despote et souverain de l’Étolie au début des années 1360.
En 1370, le despote d’Ioannina, Thomas Preljubović, avait marié sa fille au fils de Pierre Losha pour mettre fin au conflit qui les opposait. Pierre Losha étant mort de la peste à Arta en 1374, Jean Spata s’empara de la ville et, n’étant pas lui-même lié par l’accord avec Thomas, mit le siège devant Ioannina dont il ravagea l’arrière-pays. Thomas acheta la paix en donnant sa sœur Irène en mariage à Jean Spata l’année suivante. Ceci n’empêcha cependant pas les attaques contre Ioannina de continuer, dirigées par le clan des Malakasioi qui furent défaits par Thomas à deux reprises (1377 et 1379).
Spata, qui était maître d’Arta et de la plus grande partie de l’Épire et de l’Acarnanie, conquit également Naupacte en 1376 ou 1377. En 1378, Juan Fernández de Heredia, nommé grand maître des Hospitaliers de l'ordre de Saint-Jean de Jérusalem décida, avant de rejoindre Rhodes, d’envahir l’Épire avec 400 chevaliers de Rhodes. Après des succès initiaux début 1378 (prise de Lépante, puis de Vonitza en Arcananie), l'expédition tourna au désastre et Spata captura le grand maître qu’il vendit aux Turcs. L’année suivante, Spata ravagea l’arrière-pays d’Ioannina.
Thomas Preljubović fut assassiné en 1385 par ses gardes du corps. Jean attaqua alors Ioannina, mais ne réussit pas à percer les défenses mises sur pied par Esau de’ Buondelmonti. Les deux signèrent une trêve qui fut bientôt rompue. En 1386, Esau s’assura de l’aide des Ottomans, mais ceux-ci après la bataille de Kosovo (1389) furent incapables de venir à son aide, ce qui permit aux Albanais de ravager les environs d’Ioannina le même été, après quoi les Malakasi conclurent une alliance avec Spata. Esau pour sa part s’allia au césar de Thessalie (Alexis l’Ange ou Manuel) qui défit Spata et ses alliés Malakasi plus tard au cours de l’année. Le conflit se termina en 1396 par le mariage d’Esau à la fille de Spata, Irène.
Jean Spata mourut sans héritier le 29 octobre 1399. Le pouvoir passa alors à son frère, Sgouros Bua Spata, puis au petit-fils de Gjin, Maurice (ou Muriki) Spata, qui combattit Carlo Tocco jusqu’à sa mort en 1414 ou 1415.

## Héros historique
Jean Spata est un personnage important de la poésie épique des Balkans et des Arbëreshë d’Italie. Selon le professeur Richard Hutchinson, Jean Spata et les Albanais du XIVe siècle auraient inspiré l’histoire du héros épique grec Drakokardhos (Cœur de Lion), seigneur de Patras. Pour sa part, l’universitaire albanais Gjergji Shuka a cru distinguer dans son histoire l’origine de diverses légendes et chants patriotiques des Slaves du sud (Jovan i divski starešina, Marko Kraljević i Đemo Brđanin, Jana i Detelin voyvoda) et des Albanais (Zuku Bajraktar, Dedalia dhe Katallani, Çika e plakut Emin agë vret në duel Baloze Delinë). Les deux ennemis de Jean Spata, Juan Fernandez de Heredia et la reine Joanna Ire de Naples sont encore présents dans la mémoire collective des Balkans.

## Possessions

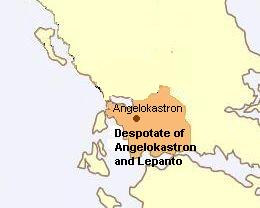
Le despotat d'Angelokastron et de Lepante

- Étolie (début des années 1360 - ?)
- Angelokastron (? – 1399)
- Acheloös (? -  1399)
- Naupacte (Lépante) (1377-1378; 1380- ?)
- Arta (1377-1399).

## Famille
On croit que le nom de Spata vient du mot albanais « épée »(shpatë). Jean Spata aurait ainsi signifié « Jean l’Épée ». Selon Karl Hopf, historien allemand du XIXe siècle, son père, Pierre (Pietro) aurait été seigneur d’Angelokastron et de Delvina (1354) sous le règne de l’« empereur » Siméon Uroš Nemanjić (empereur d’Épire 1359-1366, de Thessalie 1359-1370).
Jean Spata était également appelé Jean Bua Spata. Le nom de Bua était porté par de nombreuses personnes, principalement des condotieri, qui l’utilisaient parce qu’il était fameux, ce qui n’implique pas nécessairement un lien de parenté.
Jean avait un frère que l’on connaît, Sgouros Spata.
Lui-même épousa Jelena, une fille du seigneur serbe Preljub (1312-1355) et sœur de Thomas Preljubović. De cette union naquirent trois filles :
- Eirene qui épousa avant avril 1381 Marchesano de Naples, baron de Morée et bailli d’Achaïe[14],
- Eirene qui épousa Esau de’ Buondelmonti, despote de Ioannina, en 1396[15].
- Une fille dont on ignore le nom qui épousa Jean Zenevisi.

Parmi ses petits-fils, on compte Maurice Spata et Yaqub Spata, présumément les fils d’Irène. La lignée s’éteignit avec Yaqub en 1416.

### Note
1. ↑  Les travaux de G. Schirό sur les sources originales et les archives vénitiennes concernant la généalogie des Spata ont toutefois montré que la généalogie proposée par Hopf devait être remise en question sur plusieurs points – voir bibliographie

### Sources anciennes
Deux chroniques nous sont parvenues datant de la fin du despotat :
- la Chronique de Ioannina pour la période 1341-1400 :
  - (el) L. Vranousis, « To Chronikon ton Ioanninwn kat’ anekdoton dimodi epitomin » [« La chronique de Ioannina selon la tradition populaire »], Medieval Archive Yearbook, Académie d'Athènes, vol. 12, 1962, p. 57–115 ;
- la Chronique des Tocco pour la période 1375-1422 :
  - (el) G. Schirò, Το Χρονικό των Τόκκων. Τα Ιωάννινα κατά τας αρχάς του ΙΕ αιώνος [« La chronique des Tocco, Ioannina au début du XVe siècle »], Ioannina, Etaireia Ipirotikon Meleton, 1965 ;
- (it) G. Shiro, Cronaca dei Tocco di Cefalonia di anonimo. Prolegomeni, testo critico e traduzione, Rome, coll. « CFHB », 1975.

### Sources contemporaines
- (en) Fine, John Van Antwerp. The Late Medieval Balkans: A Critical Survey from the Late Twelfth Century to the Ottoman Conquest. Ann Arbor (Michigan) The University of Michigan Press, 1994.  (ISBN 0-472-08260-4).
- (de) Jireček, Konstantin Josef. Geschichte der Serben (1371 – 1537). vol. 1. Gotha, Friedriech Andreas Perthes A.-G, 1918.
- (en) Hammond, Nicholas. Migrations and Invasions in Greece and Adjacent Areas. Noyes Press, 1976.  (ISBN 978-0-815-55047-1).
- (en) Hutchinson R. “The Lord of Patras” dans Cretica Chronica, vol. X, Andreas Kalokerinos éditions, 1956.
- « John Bua Spata » (en ligne sur worldlibrary.org).
- Laiou Angeliki et Cécile Morrisson, Le Monde byzantin, t. III : L’Empire grec et ses voisins (XIIIe ‑ XVe siècle), Paris, Presses universitaires de France, 2011  (ISBN 978-2-13-052008-5).
- Loenertz, Raymond-Joseph. « Aux origines du despotat d'Épire et de la principauté d'Achaïe », Byzantion, vol. 43, 1973, p. 360–394..
- (en) Luttrell, Anthony. Latin and Greece: The Hospitallers and the Crusades, 1291-1440. Ashgate Publishing, 1982.  (ISBN 978-0-86078-106-6).
- (en) Madgearu, Alexandru; Gordon, Martin. The Wars of the Balkan Peninsula: Their Medieval Origins. Scarecrow Press, 2008.  (ISBN 978-0-8108-5846-6).
- (sr) Mihaljčić, Rade. Крај Српског царства. Belgrade: Srpska književna zadruga, 1975 .
- (en) Nicol, Donald M. The Despotate of Epiros, Oxford, Blackwell, 1957 (ce volume, difficile à trouver, porte sur la période 1204-1267).
- (en) Nicol, Donald MacGillivray, The Despotate of Epiros 1267–1479: A Contribution to the History of Greece in the Middle Ages, Cambridge University Press, 1984 and 2010.  (ISBN 978-0-521-13089-9).
- Nicol, Donald M. Les Derniers Siècles de Byzance, 1261-1453, Paris, Les Belles Lettres, 2005  (ISBN 2-251-38074-4).
- (it) Schirό, Giuseppe. “La genealogia degli Spata tra il XIV e XV sec. e due Bua sconosciouti », Rivista di Studi Bizantini e Neoellenici, Universita di Roma, Roma, 1971-1972, pp. 67–85.
- (al) Shuka, Gjergji, "Tridhjetë këngë dhe legjenda ballkanike: Studim mbi origjinën historike", Botimet Naimi, Tiranë, 2015.
- (en) Soulis, George Christos. The Serbs and Byzantium during the reign of Tsar Stephen Dušan (1331–1355) and his successors, Dumbarton Oaks, 1984.  (ISBN 0-88402-137-8).
- (en) Šufflay, Milan. Serbs and Albanians, their Symbiosis in the Middle Ages. Original edition, Alerion, 1900. Reprinted 2012.